# Соловьяновка (Рязанская область)
Соловьяновка — село в Кадомском районе Рязанской области. Входит в Котелинское сельское поселение

## История
В 1890-х годах была построена Успенская церковь и деревня получила статус села.. церковный приход входили д.д. Вознесенка, Петрослободка (Решетово), Стружанка (Панская), Новопетрослободка, Юзга, Криковка, Раковка, Черменские Выселки. В 1898 г. в Соловьяновке была открыта министерская начальная школа.

## География
Вокруг деревни небольшие леса. С юго-востока протекает р. Юзга. С северо-запада к селу примыкает деревня Раковка. Уличная сеть не развита.
Абсолютная высота 127 метров выше уровня моря.
Географическое положение
Расстояние до
районного центра города Кадом: 12 км.
областного центра Рязань : 181 км.
Ближайшие населённые пункты
Раковка, Сосновка 2 км, Вознесеновка 3 км, Малая Пановка 3 км, Большая Пановка 4 км, Старое Высокое 4 км, Шмелевка 5 км, Ивановка 5 км, Петрикеевка 5 км, Петрослободка 5 км, Новое Высокое 6 км, Симушка 6 км, Болкино 6 км, Гунаевка 6 км, Давыдовка 6 км, Котелино 7 км, Амплеевка 7 км, Чермные 7 км, Криковка 7 км, Новое Панино 7 км, Юзга 7 км.

## Население
| 1984 | 2010 |
| ---- | ---- |
| 160  | ↘25  |

Национальный состав
Согласно результатам переписи 2002 года, в национальной структуре населения русские составляли 98 % от 60 жителей.

## Инфраструктура
Личное приусадебное хозяйство.

## Транспорт
Просёлочные дороги.